# Beta Sagittae
Beta Sagittae (β Sge / 6 Sagittae / HD 185958) es una estrella de magnitud aparente +4,39. A pesar de tener la denominación de Bayer «Beta», es sólo la cuarta estrella más brillante de la constelación de Sagitta, la flecha.
Se encuentra a 440 años luz del sistema solar.
Beta Sagittae es una gigante amarilla de tipo espectral G8IIIa con una temperatura efectiva de 4860 K.
Tiene una luminosidad 429 veces mayor que la del Sol pero su tamaño es incierto; mientras que de acuerdo a la teoría de estructura estelar su radio es 29 veces más grande que el radio solar, la medida directa de su diámetro angular conduce a un valor 64 veces mayor que el del Sol.
Gira sobre sí misma con una velocidad de rotación igual o mayor de 9 km/s, pudiendo ser su período de rotación de hasta 160 días.
Tiene una masa 4,3 veces mayor que la masa solar y su edad se estima en 130 millones de años.
Beta Sagittae comenzó su vida como una caliente estrella de la secuencia principal de tipo B medio.
Se piensa que en la actualidad fusiona helio en carbono y oxígeno.
Tiene una metalicidad muy parecida a la solar ([Fe/H] = +0,02) pero muestra, sin embargo, un enriquecimiento de cianógeno (CN), molécula abundante en la atmósfera de gigantes frías.
Ello sugiere que el nitrógeno ha ascendido por convección desde el núcleo interno hasta la superficie.